# Бјел (Требишов)
Бјел (слч. Biel) насељено је мјесто са административним статусом сеоске општине (слч. obec) у округу Требишов, у Кошичком крају, Словачка Република.

## Становништво
| Година:    | 1994. | 2004.   | 2014.   | 2024.   |
| ---------- | ----- | ------- | ------- | ------- |
| Број људи: | 1299  | 1418    | 1451    | 1351    |
| Разлика:   |       | +9,16 % | +2,32 % | -6,89 % |

| Година:    | 2023. | 2024.   |
| ---------- | ----- | ------- |
| Број људи: | 1357  | 1351    |
| Разлика:   |       | -0,44 % |

Према подацима о броју становника из 2011. године насеље је имало 1.463 становника.